# Pagano della Torre
Pagano della Torre (zm. 18 grudnia 1332) – patriarcha Akwilei w latach 1319–1332.
Pochodził z możnej mediolańskiej rodziny "Della Torre". W 1319 objął patriarchat Akwilei. Brał udział w walkach pomiędzy miastami włoskimi w XIV wieku, m.in. przeciwko Viscontim, o Mediolan, a potem z Ludwikiem IV Bawarskim.